# ハロルド・ロブレ
ハロルド・オリン・ロヴレ(英語: Harold Orrin Lovre, 1904年1月30日 - 1972年1月17日)は、アメリカ合衆国の政治家。所属政党は共和党。 アメリカ合衆国下院議員(通算4期)、サウスダコタ州上院議員。

## 経歴・人物
ロヴレは1904年1月30日にサウスダコタ州トロントで生まれた。聖オラフ大学を経て、サウスダコタ大学ロースクールを卒業し、法務博士を取得した。大学を卒業した1927年に卒業証書特権で弁護士資格を得て、サウスダコタ州ヘイティで開業。ハムリン郡州検事、コディントン郡ウォータータウンの州検事として活動したほか、州農業委員会の委員長としても活躍した。1941年から1944年までサウスダコタ州上院議員を務めた後、サウスダコタ州共和党の委員長に就任した。
1948年、共和党員として連邦下院議員選挙(SD-1)に出馬し、民主党のマートン・タイスを破って当選を果たした。5選目を目指した1956年選挙で、民主党のジョージ・マクガバンに敗れ、政界から離れた。
ラブレはメリーランド州シルバー・スプリングに移って、個人の弁護士事務所を開業した。1972年1月17日、シルバースプリング郊外のナーシングホームでがんのため亡くなった。遺骨はメリーランド州ロックヴィルのパークローン記念公園に埋葬された。